# Differently (Neil Young)
Differently is een lied dat werd geschreven door Neil Young. Hij bracht het in 2002 uit op zijn elpee Are you passionate? Daarnaast verscheen een radiosingle.

## Analyse
Het nummer gaat over Youngs eigen leven. Hij beklaagt zich erover dat zijn dochter Amber Jean het ouderlijk huis verlaat. Young had gewenst dat zijn vrouw Pegi hem keer op keer gewaarschuwd had dat zijn leven hierop uitliep. Als hij dat had geweten, dan had hij dingen anders gedaan. Hiernaar verwijst de titel Differently. Op het album Are you passionate? staat nog een nummer dat betrekking heeft op zijn dochter, namelijk You're my girl. Verder schreef hij rond 1984/85 al eens het nummer Amber Jean dat in 2011 als onderdeel van zijn archiefseries op zijn album A treasure uitkwam.
Het rocknummer begint met een gitaarsolo die de melodie van Nine million bicycles gelijkt waar Katie Melua drie jaar later een hit mee had. In het midden van het nummer herhaalt Young deze solo nog eens.